# Ideal Toy Company
Ideal Toy Company è stata una azienda di giocattoli statunitense fondata con il nome di "Ideal Novelty and Toy Company" a New York nel 1907 da Morris e Rose Michtom. Dal 1987, in seguito a un passaggio di proprietà alla View-Master International (VMI), è divenuta "View-Master Ideal Group". Quest'ultima è stata infine assorbita dalla Tyco Toys nel 1989.

## Storia
Nel 1903 i coniugi Michtom furono i primi a commercializzare l'orsacchiotto di stoffa, divenuto popolare in seguito alle vignette del disegnatore satirico Clifford K. Berryman, popolate di orsacchiotti, in riferimento ad un celebre episodio intercorso al presidente Theodore Roosevelt, soprannominato "Teddy". Esposero infatti l'orsacchiotto con il nome "Teddy Bear" nella vetrina del proprio negozio nel New Jersey affermando di aver avuto il permesso di utilizzare quel nome dal presidente stesso. Nel 1907 fondarono così la Ideal Novelty and Toy Company che, nel 1938 mutò il proprio nome in Ideal Toy Company.
La Ideal iniziò a fabbricare bambole nel 1907. La loro prima bambola fu "Yellow Kid", ispirata al fumetto omonimo di Richard Felton Outcault. In seguito venne realizzata una linea di bambolotti e di altre bambole quali Naughty Marietta, ispirata all'operetta omonima di Victor Herbert, e Admiral Dot. La Ideal reclamizzava le proprie bambole, realizzate in materiale composito di segatura e colla, come infrangibili. La Ideal produsse oltre 200 tipi di bambole durante l'era di diffusione di questo materiale.
Nel 1939 la Ideal ottiene i diritti per commercializzare il merchandising legato al film Il mago di Oz, realizzando così in numerose varianti la bambola del personaggio di Dorothy Gale e altro materiale legato alla pellicola.
Durante il "Baby Boom", la Ideal divenne la più grossa compagnia che fabbricava bambole negli Stati Uniti e iniziò a venderne su licenza anche in Canada, Australia e Regno Unito. Tra le bambole più celebri prodotte dalla Ideal c'erano Betsy Wetsy, Toni, Saucy Walker, Shirley Temple, Miss Revlon, Patti Playpal, Tammy, Thumbelina e Crissy.
Dato il successo dell'action figure G.I. Joe prodotta dalla Hasbro, nel 1966 la Ideal commercializza l'action figure Captain Action. Un personaggio snodabile con un costume tra il supereroistico e il fantascientifico che può essere trasformato grazie a una serie di outfit e di maschere, in svariati personaggi dei fumetti tra cui Superman, Batman, L'Uomo Ragno, L'Uomo Mascherato, Lone Ranger e molti altri. Il giocattolo, divenuto un richiesto oggetto da collezione, è stato riprodotto nel 1998 dalla Playing Mantis. Negli anni dieci del XIX secolo la Captain Action Enterprises ha infine acquisito i diritti del personaggio realizzandone una nuova versione aggiornata.
Nel 1982 la compagnia venne venduta alla CBS Toy Company, che a sua volta cedette il marchio Ideal alla Viewmaster International nel 1987, che rinominò sé stessa View-Master Ideal. La stessa nel 1989 venne acquistata dalla Tyco Toys, Inc. di Mt. Laurel, che aveva sede nel New Jersey. Il marchio Ideal rimase parte della Tyco finché questa non venne fusa con la Mattel nel 1997. La parte britannica dell'azienda venne invece acquisita dalla Hasbro, che distribuì i giochi Mouse Trap e KerPlunk sotto il proprio marchio MB Giochi. Altri marchi e giocattoli originalmente della Ideal, continuarono a venir prodotti dalla Mattel, quali ad esempio il Cubo di Rubik, il Magic 8 ball o il View-Master.
Dopo la fusione con View-Master International, molti prodotti vengono commercializzati con il marchio View-Master, pur non avendo nulla a che vedere con il visore stereoscopico, con la stereoscopia stessa, né con i soggetti presentati nei dischetti per il sistema. Esemplare in tal senso è il sistema di visione interattiva View-Master Interactive Vision, commercializzato nel 1988.

## Prodotti

### Ideal
- Captain Action
- Cubo di Rubik
- KerPlunk
- Magic 8 ball
- Mouse Trap

### View-Master Ideal
- View-Master
- View-Master Interactive Vision